# Anastasia Zavorotniouk
Anastasia Iourievna Zavorotniouk (en russe : Анастаси́я Ю́рьевна Заворотню́к), née le 3 avril 1971 à Astrakhan (république socialiste fédérative soviétique de Russie, URSS) et morte le 29 mai 2024 à Moscou (Russie), est une actrice russe.

## Biographie
Anastasia Zavorotniouk commence sa carrière au cinéma en 1991.
En 1993, Anastasia Zavorotniouk, diplômée de l'École-studio du Théâtre d'Art académique de Moscou (classe d'Avangard Leontiev), devient actrice du Théâtre-studio d'Oleg Tabakov.

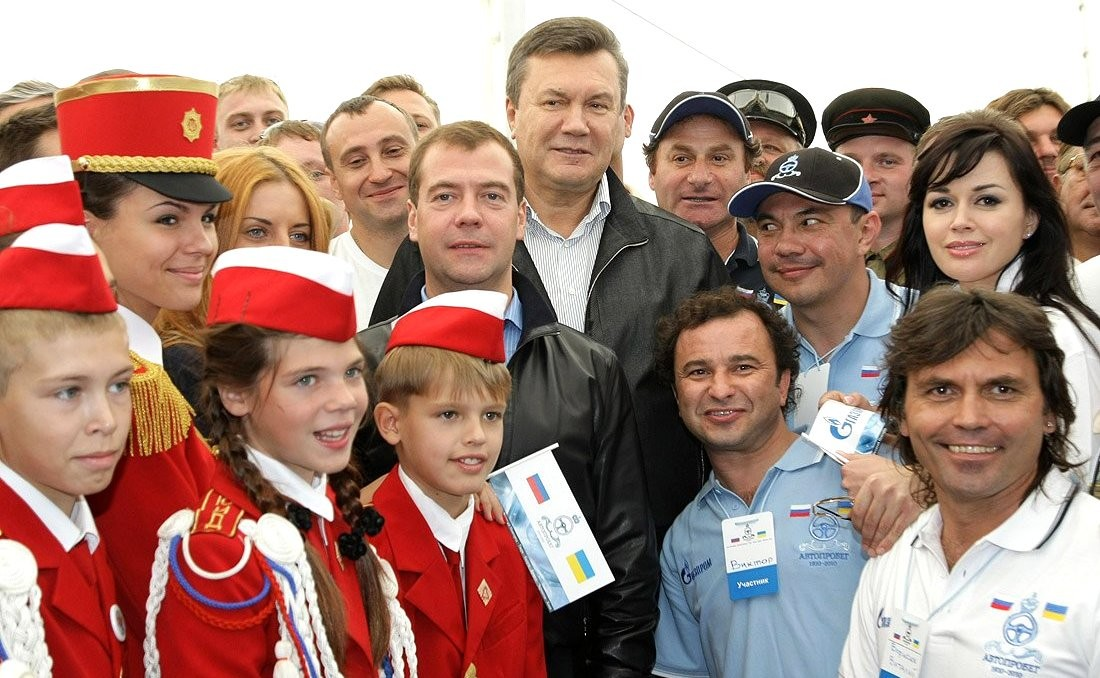
Anastasia Zavorotniouk (à droite), Dmitri Medvedev (au centre) et Viktor Ianoukovitch (derrière) en 2010.

Elle devient très populaire après avoir joué le rôle principal dans le feuilleton télévisé Ma belle nounou (2004-2009) inspiré de la série télévisée américaine Une nounou d'enfer. On lui décerne pour ce rôle le prix TEFI de la meilleure actrice dans la série télévisée et un Ostap d'or en 2005.
En 2011, elle incarne Olia Ryjova dans la comédie romantique Office Romance. Our Time (en), aux côtés de Volodymyr Zelensky.
Elle réalise également une carrière d'animatrice de télévision, notamment dans l'adaptation russe de Danse avec les stars, et anime son propre talk-show humoristique, Nastya.

### Vie privée
Anastasia Zavorotniouk s’est mariée trois fois. Son premier mariage avec un homme d'affaires allemand, Olaf Schwarzkopf, ne dure qu'une année. Avec son deuxième mari, Dmitri Strioukov, ils dirigent une agence immobilière. Ils ont deux enfants, Anna et Mikhaïl. Le 22 septembre 2008, Anastasia Zavorotniouk épouse le patineur artistique russo-américain Peter Tchernyshev à l'église Foros en Crimée.

### Mort
Le 14 mai 2020, il est annoncé qu'Anastasia Zavorotniouk est atteinte d'une tumeur maligne au cerveau. La maladie finit par provoquer sa mort à 53 ans, dans la nuit du 29 au 30 mai 2024. Son décès est annoncé le lendemain matin par sa famille.

## Filmographie
- 1991 : Machenka : Machenka
- 1993 : Duo fringant : Lizka
- 2002 : Héritier de Vladimir Lioubomoudrov : Anastasia
- 2007 : Le Code de l'apocalypse de Vadim Chmelev : Daria/Marie
- 2007 : Shakespeare n'en rêvait même pas d'Alexeï Zernov : Lison
- 2008 : Femme pas idéale : Liouba
- 2008 : Artifact : Rita
- 2009 : Gogol de Natalia Bondartchouk : Alexandra Smirnova-Rosset
- 2012 : Les Mamans : Nadejda Pouchkareva